# 1589
1589 (MDLXXXIX) byl rok, který dle gregoriánského kalendáře započal nedělí.

## Události
- Založeno město Volgograd.

### Probíhající události
- 1562–1598 – Hugenotské války
- 1568–1648 – Osmdesátiletá válka
- 1568–1648 – Nizozemská revoluce
- 1585–1604 – Anglo-španělská válka
- 1589–1594 – Obléhání Paříže

## Narození
Česko
- ? – Jan Adam z Víckova, účastník stavovského povstání († říjen 1627)

Svět
- 8. ledna – Ivan Gundulić, dubrovnický básník († 10. prosince 1638)
- 18. února – Maarten Gerritsz Vries, nizozemský mořeplavec († 1647)
- 20. dubna – Kazimír Falcko-Zweibruckenský, německý šlechtic († 18. června 1652)
- ? – Fjodor II. Borisovič, ruský car († 20. června 1605)
- ? – Jöntän Gjamccho, 4. tibetský dalajlama († 1616)
- ? – Marek Križin, košický mučedník, světec († 7. září 1619)

## Úmrtí
Česko
- 11. ledna – Pavel Kristián z Koldína, český právník (* 1530)
- 19. března – Pavel Kyrmezer, český spisovatel
- 29. října – Petr Codicillus z Tulechova, český humanista, matematik, astronom a básník (* 24. února 1533)

Svět
- 5. ledna – Kateřina Medicejská, francouzská královna (* 13. dubna 1519)
- 3. března – Johannes Sturm, německý učenec a pedagog (* 1. října 1507)
- 4. dubna – Benedikt Černý, katolický světec (* 1526)
- 20. dubna – Pavel Fabricius, osobní lékař císaře Maxmiliána II., přírodovědec (* 1519)
- 17. května – Karel II. Monacký, monacký kníže (* 26. ledna 1555)
- 2. srpna – Jindřich III. Francouzský, francouzský král (* 19. září 1551)
- 31. srpna – Jurij Dalmatin, slovinský teolog a spisovatel (* okolo 1547)
- 28. října - Peter Stumpp, německý sedlák a údajně sériový vrah a kanibal známý také jako "vlkodlak z Bedburgu"(*1525)
- ? – Hadim Mesih Paša, osmanský státník a velkovezír (* ?)

## Hlavy států
- České království – Rudolf II.
- Svatá říše římská – Rudolf II.
- Papež – Sixtus V.
- Anglické království – Alžběta I.
- Francouzské království – Jindřich III. – Jindřich IV.
- Polské království – Zikmund III. Vasa
- Uherské království – Rudolf II.
- Osmanská říše – Murad III.
- Perská říše – Abbás I. Veliký